# Slavistica (серія)
«Slavistica» — слов'янознавча серія неперіодичних монографічних випусків (до 1971—1972), видання УВАН (1-3 — в Авґсбурзі, 1948, а з 1949 — у Вінніпезі) за редакцією Ярослава-Богдана Рудницького українською або англійською мовами з різних ділянок слов'янознавства і україністики, зокрема Канади (20 випусків «Slavica Canadiana»).